# Jutta Heinz
Jutta Heinz (* 8. Dezember 1962 in Kassel) ist eine germanistische Literaturwissenschaftlerin mit den Forschungsschwerpunkten Aufklärung, literarische Anthropologie, Editionsphilologie, weibliches Schreiben und Popularphilosophie.

## Leben
Heinz wuchs in Kassel auf und legte 1980 an der Jacob-Grimm-Schule das Abitur ab. Sie begann ein Studium der Diplom-Journalistik an der Universität Dortmund, erwarb 1983 das Vordiplom und absolvierte danach eine Ausbildung zur Redakteurin in der 22. Lehrredaktion der Deutschen Journalistenschule München. 1985 nahm sie ein Magisterstudium der Neueren Deutschen Literaturwissenschaft, Kunstgeschichte und Philosophie an der Friedrich-Alexander-Universität Erlangen-Nürnberg auf, das sie 1991 abschloss. Gefördert von der Studienstiftung des Deutschen Volkes promovierte sie 1995 mit einer Arbeit zum anthropologischen Roman der Aufklärung. Von 1995 bis 2012 war sie als Assistentin und Oberassistentin an der Friedrich-Schiller-Universität Jena angestellt, wo sie sich 2003 mit einer Arbeit zum Kulturroman habilitierte. Ab 2013 vertrat sie mehrfach Professur- und Mitarbeiterstellen an der Albert-Ludwigs-Universität Freiburg. Von 2020 bis 2024 war sie (gemeinsam mit Dr. Martina Eicheldinger) Leiterin der Arbeitsstelle Tübingen des Goethe-Wörterbuchs.

## Forschungsschwerpunkte
In Jena war Heinz als Teilprojektleiterin über mehrere Antragsphasen hinweg im von der DFG geförderten Sonderforschungsbereich 482 (‚Ereignis Weimar/Jena. Kultur um 1800‘) tätig, der zwölf Jahre lang interdisziplinär die Konstellationen untersuchte, die zur Herausbildung der Weimarer Klassik geführt haben. In diesem Rahmen entstand ihre Habilitationsschrift, die eine kulturwissenschaftliche Lektüre zweier zentraler Romane der Zeit erprobt: Christoph Martin Wielands Geschichte des Aristipp und einige seiner Zeitgenossen, 1800–1802, und Johann Wolfgang von Goethes Wilhelm Meisters Wanderjahre, 1821/1829.
Ein weiteres Ergebnis der Projektarbeit war eine 2011 gemeinsam mit Jochen Golz publizierte Neuausgabe des Journal von Tiefurt. 2007 erschien das von ihr herausgegebene Wieland-Handbuch. Jutta Heinz ist seit 2007 Mitglied im Wissenschaftsbeirat des Wieland-Archivs Biberach und wirkte in dieser Funktion mehrfach in der Jury des Christoph-Martin-Wieland-Übersetzerpreises mit.
Jutta Heinz ist an der Jenaer Edition der Werke von Johann Karl Wezel mit mehreren Bänden beteiligt. Für die historisch-kritische Frankfurter Brentano-Ausgabe (FBA) hat sie zwei Kommentarbände zu Clemens Brentanos Dramen erstellt. Seit 2003 ist sie Vorstandsmitglied in der Johann-Karl-Wezel-Gesellschaft, deren Vorsitz sie von 2009 bis zu der Auflösung der Gesellschaft 2023 innehatte. Sie gab mehrere Bände des Wezel-Jahrbuchs mit heraus und veröffentlichte eine Autorenmonographie und eine Anthologie zu Johann Karl Wezel.
Weitere Forschungsschwerpunkte sind Literatur und Philosophie der Aufklärung sowie die Auseinandersetzung mit weiblichen Autorinnen, Denk- und Schreibweisen.

## Autorentätigkeit
Jutta Heinz ist seit 2008 Redaktionsmitglied bei der populärphilosophischen Zeitschrift Der blaue Reiter. Sie veröffentlichte dort u. a. regelmäßig Beiträge zum philosophischen Lexikon der Zeitschrift, die auch gesondert in einem eigenen Band erschienen.
2024 erschien ihre Übersetzung ausgewählter Gedichte von Sylvia Townsend Warner aus dem Englischen.

## Publikationen

### Monographien
- Wissen vom Menschen und Erzählen vom Einzelfall. Untersuchungen zum anthropologischen Roman der Spätaufklärung (= Quellen und Forschungen zur Literatur- und Kulturgeschichte. Band 6 [240]). De Gruyter, Berlin/New York 1996, ISBN 978-3-11-015145-9; elektronisches Reprint 2011, ISBN 978-3-11-175288-4.
- Narrative Kulturkonzepte. Wielands ‚Aristipp‘ und Goethes ‚Wilhelm Meisters Wanderjahre‘. Zu Begriff und Theorie der Kultur in Wissenschaften und Literatur (= Ereignis Weimar-Jena. Kultur um 1800. Ästhetische Forschungen. Band 13). Winter. Heidelberg 2006, ISBN 978-3-8253-5135-9.
- Johann Karl Wezel (= Meteore. Band 4). Wehrhahn, Hannover 2010, ISBN 978-3-86525-173-2.
- Clemens Brentanos dramatisches Frühwerk. Eine produktionsästhetische Studie (= Texte und Beiträge zur Romantik und ihrer Wirkung. Band 3). Winter, Heidelberg 2019, ISBN 978-3-8253-4629-4.

### Herausgeberschaften
- Wieland-Handbuch. Metzler, Stuttgart/Weimar 2008, ISBN 978-3-476-02222-6; online-Ausgabe: ISBN 978-3-476-05021-2.
- mit Jochen Golz: »Es ward als ein Wochenblatt zum Scherze angefangen«. Das Journal von Tiefurt (= Schriften der Goethe-Gesellschaft. Band 74). Wallstein, Göttingen 2011, ISBN 978-3-8353-0957-9.
- mit Kathrin Blöss: Johann Karl Wezel: Versuch über die Kenntniß des Menschen. Pädagogische Schriften. Rezensionen. Band 7 der Gesamtausgabe in 8 Bänden. Mattes, Heidelberg 2002, ISBN 978-3-930978-07-6.
- mit Wolfgang Hörner: Johann Karl Wezel: Robinson Krusoe. Band 2.2 der Gesamtausgabe in 8 Bänden. Mattes, Heidelberg 2016, ISBN 978-3-86809-042-0;
- mit Wolfgang Hörner: Johann Karl Wezel: Kleine Schriften, Prinz Edmund, Wilhelmine Arend, Kakerlak Band 4 der Gesamtausgabe in 8 Bänden. Mattes, Heidelberg 2022, ISBN 978-3-930978-04-5.
- Clemens Brentano: Lesarten und Erläuterungen zu Dramen II/2. Band 15.3 der Frankfurter Brentano-Ausgabe: Kohlhammer, Stuttgart 2014, ISBN 978-3-17-022393-6;
- mit Cornelia Ilbrig: Clemens Brentano: Lesarten und Erläuterungen zu Dramen I. Band 15.1 der Frankfurter Brentano-Ausgabe: Kohlhammer, Stuttgart 2023, ISBN 978-3-17-042051-9.